# Giulio Rossi (calciatore 1905)
Giulio Rossi (Borgo San Donnino, 29 settembre 1905 – ...) è stato un calciatore italiano, di ruolo mediano.

## Carriera
Ha esordito diciottenne con il Parma il 23 dicembre 1923, nella partita Reggiana-Parma (2-0). Nelle sei stagioni disputate con i crociati ha giocato 84 partite di campionato e realizzato 2 reti.

## Palmarès

### Club

#### Competizioni nazionali
- Seconda Divisione: 1

Parma: 1924-1925